# Frans van Schooten
Frans van Schooten ([sko:t'n]), latinisé en Franciscus a Schooten (né en 1615 à Leyde – mort le 29 mai 1660 à Leyde), mathématicien néerlandais, fut l'éditeur des œuvres de François Viète et le premier promoteur de la géométrie algébrique de René Descartes.

## Famille
Frans van Schooten était le fils aîné d'un professeur, lui-même prénommé Frans, qui enseigna à partir de 1610 à l'école militaire de Leyde, puis à l'université de cette même ville où il eut pour étudiants Christian Huygens, Johann van Waveren Hudde et René de Sluze. Son grand-père était un boulanger huguenot qui avait fui les Flandres en 1584 et s'était établi à Leyde.

## Prosélyte cartésien
René Descartes publia en 1637 trois essais destinés à mettre en application sa mathesis universelle : la Dioptrique, les Météores et la Géométrie, avec une préface intitulée Discours de la méthode. Descartes soumit avant publication le texte de sa Géométrie au jeune Frans van Schooten.
Ce dernier, éprouvant quelques difficultés à comprendre l'algèbre de Descartes, voyagea en France pour se familiariser avec l'œuvre des premiers algébristes, comme François Viète et Pierre de Fermat. Frans van Schooten rentra à Leyde en 1646 et, reprenant la chaire de son père à l'université, s'appliqua à faire connaître l'algèbre nouvelle. Il poursuivit l'instruction du jeune Huygens, dont il publia plus tard un essai sur le calcul des probabilités, De Ratiociniis in Aleæ Ludo.
Il publia d'abord une édition complète des œuvres de François Viète (1646), puis réédita la Géométrie de Descartes (1649). Au cours de la décennie qui suivit, il sollicita plusieurs de ses correspondants et élèves pour compléter les commentaires de la Géométrie, et en présenter les applications : dans l'édition en deux volumes qui suivit (1659 et 1661), on trouve des mémoires originaux de Florimond de Beaune, Hudde, Heuret, Johan de Witt. Cet ouvrage contribua de façon décisive à populariser les techniques algébriques du fondateur de l'analyse spécieuse puis celles du philosophe français parmi la communauté scientifique en Europe : des hommes tels que Huygens, Leibniz et Newton s'en servirent pour apprendre l'algèbre.
Van Schooten montra le premier, dans ses Exercitationes publiées en 1657, comment étendre la géométrie analytique de Descartes à la dimension 3. Il étudia le lieu du sommet d'un triangle dont deux sommets décrivent deux droites, un cercle et une droite, ou un cercle.
Il s'efforça de faire de Leyde le centre d'une communauté scientifique dans les Pays-Bas au milieu du XVIIe siècle.

## Œuvres

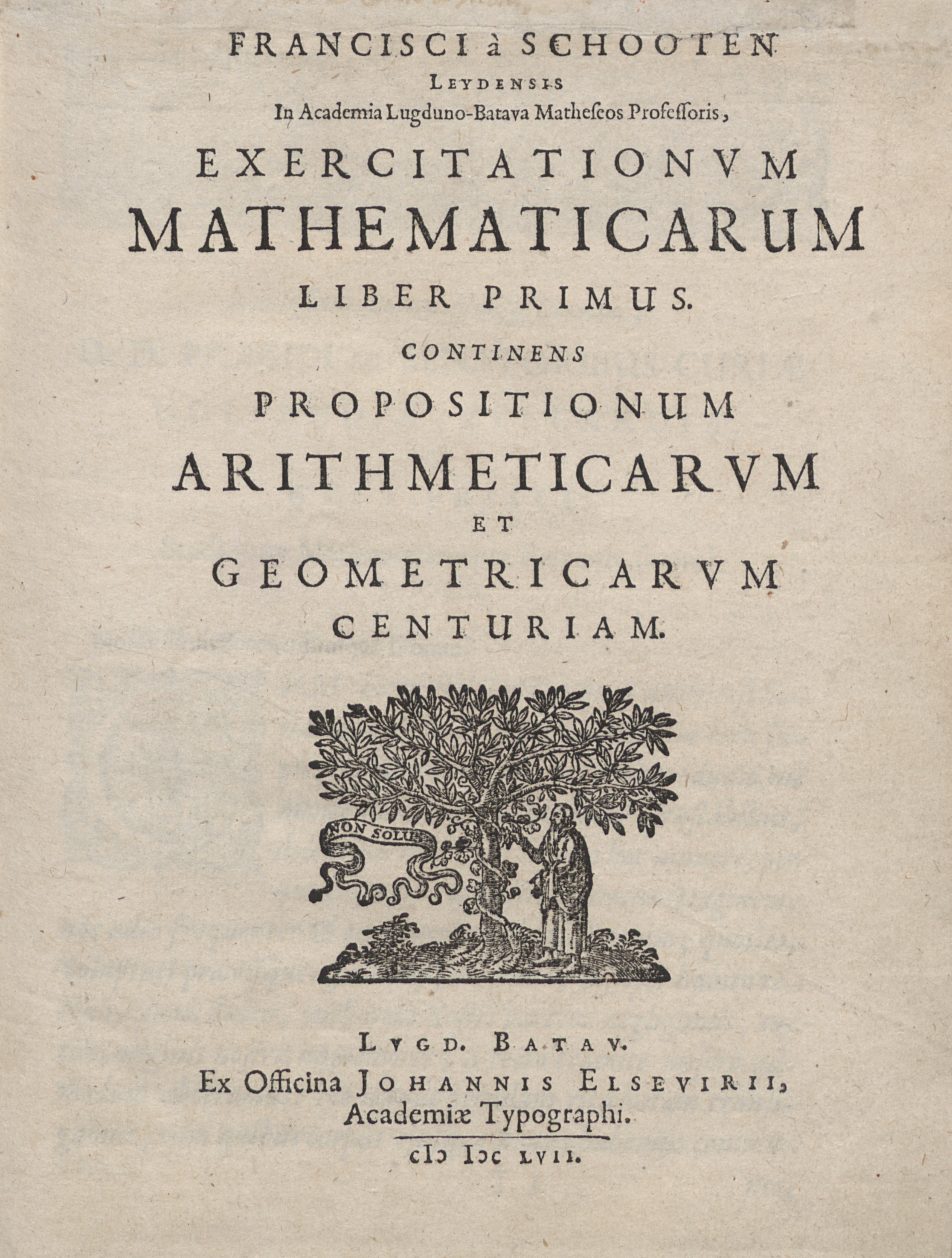
Exercitationum mathematicarum libri, 1656-1657

- Francisci Vietæ Opera mathematica : in unum volumen congesta ac recognita, opera atque studio Francisci a Schooten… (1646), Lugduni Batavorum, ex officina B. et A. Elzeviriorum.
- Renatus Descartes, Geometria suvi de Exercitationum geometricarum (Frans van Schooten) et Elementa curvarum (J. de Witt) (2e éd. Elzevier de 1656).
- Franciscus a Schooten (éd.): Exercitationum Mathematicarum Libri Quinque, vol. 1–5 (1656–1657), impr. Johannes Elsevirius (Elzevir). Academia Lugduno-Batava, Lugdunum Batavorum (Leyde).